# 96街車站 (IRT百老匯-第七大道線)
96街車站（英語：96th Street station）是紐約地鐵IRT百老匯-第七大道線的一個快車地鐵站，位於曼哈頓上西城96街及百老匯交界，設有1號線、2號線與3號線（均為任何時候停站）列車服務。
96街車站曾為原初IRT地鐵一部分，並於1904年10月27日啟用。當時車站是同時是快慢車的總站，而快車會以慢車繼續北行至145街。

## 車站結構
| G        | 街道                                 | 閘機 升降機位於百老匯路中央的站舍內；96街南側及95街北側入口              |
| M        | 夾層                                 | 跨線橋                                                                   |
| P 月台層 | 側式月台，不使用，用作維修及車費控制 | 側式月台，不使用，用作維修及車費控制                                     |
| P 月台層 | 北行                                 | 往范科特蘭公園-242街（深夜時 往241街）（103街）                          |
| P 月台層 | 島式月台，左/右側開門                |                                                                          |
| P 月台層 | 北行快速                             | 往威克菲爾德-241街（110街） · 往哈萊姆-148街（110街）                    |
| P 月台層 | 南行快速                             | 往夫拉特布殊大道（72街） · 往新地段大道（深夜時往時報廣場-42街）（72街） |
| P 月台層 | 島式月台，左/右側開門                |                                                                          |
| P 月台層 | 南行                                 | 往南碼頭（深夜時 往夫拉特布什大道）（86街）                              |
| P 月台層 | 側式月台，不使用，用作維修及車費控制 |                                                                          |

現時，96街如同其他一般快車車站營運。車站設有兩個容許上一行快慢車互相跨月台轉乘的島式月台。
正常情況下，南行慢車使用B1軌道而快車使用B2軌道。北行快車使用B3軌道而慢車使用B4軌道。這些編號並不在車站內展示，但用作各自獨立軌道的鏈化，量度地鐵列車距離。
96街北面，快車軌道下沉並東轉至西104街，並在中央公園向東北運行，於西110街接上IRT萊諾克斯大道線。上層其餘的慢車軌道前往里弗代爾。快車軌道分離後，現時一條不使用的中央軌道於100街開始。由於後期設計改為北行加入第三軌道，亦考慮將來下層萊諾克斯支線會興建第三軌道，因此車站附近有較大空間。
車站月台於1950年延長和擴閣以便停靠更長的列車。現時延長的部分清𥇦可見，因新舊部分的裝修並不使用相同的風格，牆壁和天花板在車站南端均可看見差異。此外，96街的新入口導致與91街車站距離過近，最後該站關閉。

### 不使用的側式月台
車站原初設計為從百老匯的行人路經樓梯進入車站，到了側式月台的最北端，再經地下道前往中央島式月台。時至2010年4月5日，一個位於介乎95街和96街的百老匯的新車站建築令這些出入口變得多餘。中央車站建築設立了新的樓梯的升降機前往月台，位於96街以北百老匯的舊公廁現時被用作社區中心，但有時被誤認為舊車站建築，事實上此建築是地鐵站完工以後數十年才興建，更貼近其他紐約市的公廁設計而不是IRT地鐵車站建築如72街車站的設計。
車站同時設有島式月台和側式月台的配置在紐約地鐵並不常見。原初的設計為島式月台作為快慢車的轉車之用，而較短的側式月台為從街道到慢車提供更方便的路徑。此設計亦用於IRT萊辛頓大道線的布魯克林橋-市政府車站與14街-聯合廣場車站。地鐵通車初期一度出現兩側同時開門的情況。然而這種做法在現代化列車進行已經不合時宜，最後只有面向島式月台的一側繼續使用，而側式月台則被廢棄。
現時正在進行將不使用的側式月台和舊出入口改為儲藏室和辦公室。西面的側式月台隔壁的新窗戶可以見到系統轉換的面板。

## 外部連結
- nycsubway.org—IRT West Side Line: 96th Street
- MTA Opens New UWS Subway Entrance. NY1 local news channel. Retrieved April 5, 2010.
- Station Reporter – 1 Train
- Station Reporter — 2 Train
- Station Reporter — 3 Train
- Forgotten NY – Original 28 – NYC's First 28 Subway Stations（页面存档备份，存于）
- MTA's Facebook Web Page – 96th Street Pictures（页面存档备份，存于）. Retrieved April 6, 2010.
- MTA's Arts for Transit – 96th Street (IRT Broadway–Seventh Avenue Line)
- Head house from 96th Street from Google Maps Street View
- Head house from 95th Street from Google Maps Street View
- 94th Street entrance from Google Maps Street View
- Lobby from Google Maps Street View（页面存档备份，存于）
- Platforms from Google Maps Street View （页面存档备份，存于）
- Abandoned Stations – Abandoned Stations – 96 St platforms（页面存档备份，存于）